# شقایق یادبود

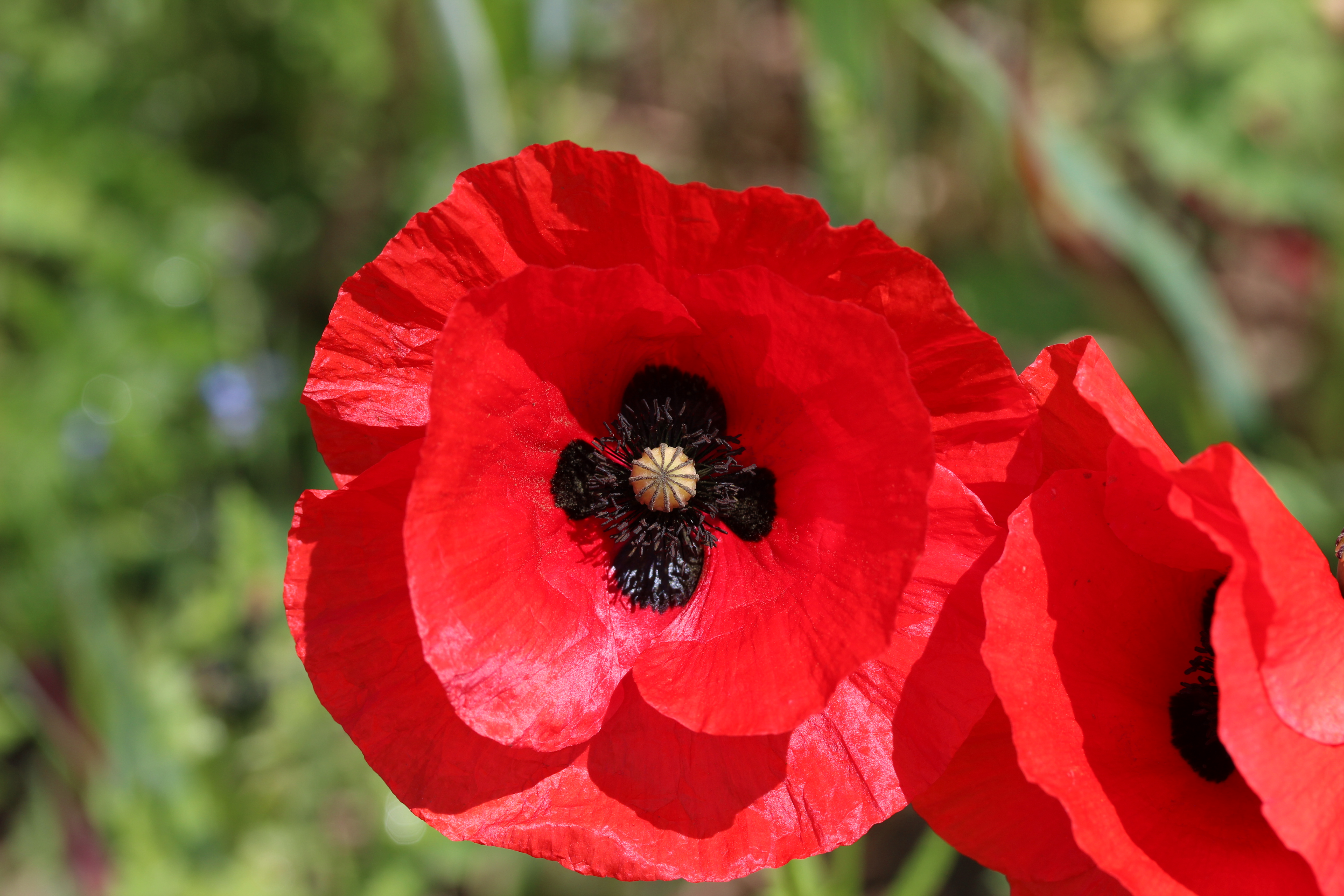
گل شقایق برای یادبود کشته شدگان جنگ.

شقایق یادبود (به انگلیسی: Remembrance poppy) یک گل مصنوعی است که از سال ۱۹۲۱ برای یادبود و بزرگداشت پرسنل نظامی که در جنگ جان داده‌اند استفاده می‌شود و نشان دهنده یک خشخاش (شقایق) معمولی یا مزرعه Papaver rhoeas است. با الهام از شعر جنگ جهانی اول «در سرزمین فلاندرز» و توسط موینا مایکل ترویج شد، آنها برای اولین بار توسط لژیون آمریکایی به یادبود سربازان آمریکایی که در جنگ جهانی اول (۱۹۱۸–۱۹۱۴) کشته شدند، نخستین بار به رسمیت شناخته شدند. سپس این نماد توسط گروه‌های سربازان نظامی در بخشی از امپراتوری بریتانیا به تصویب رسید.
در ادبیات غرب، پس از نبرد سنگر به سنگری که در کنار مزارع شقایق فلاندر در جنگ جهانی اول رخ داد و شعری که جان مک‌کری به نام در دشت فلاندرز سروده، شقایق تبدیل به نماد سربازانی شده که در طول جنگ کشته شده‌اند.

## ریشه

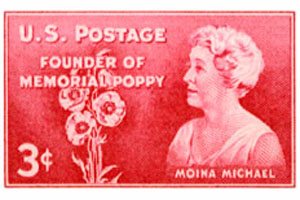
تصویر موینا مایکل بر روی تمبر معاصر ایالات متحده در سال ۱۹۴۸

شقایق یادبود از شعر جنگ جهانی اول «در دشت فلاندرز» الهام گرفته شد. خطوط ابتدایی آن به شقایق‌های زیادی اشاره می‌کند که اولین گل‌هایی بودند که در سرزمین فاسد گورهای سربازان در فلاندر بلژیک رشد می‌کردند. این شعر از منظر سربازان مرده نوشته شده است و در آخرین ابیات آن، آنها زندگی را برای ادامه جنگ ادامه می‌دهند. این شعر توسط پزشک کانادایی، سرهنگ دوم جان مک کری، در تاریخ ۳ می ۱۹۱۵، پس از مرگ دوست سربازش نوشته شده بود. شعر برای اولین بار در تاریخ ۸ دسامبر ۱۹۱۵ در مجله پانچ، مستقر در لندن، منتشر شد.
در سال ۱۹۱۸، موینا مایکل، که از شغل استادیش در دانشگاه جورجیا انصراف داده بود و به عنوان کارمند داوطلب مؤسسه ضدنژادپرستی آمریکایی کار می‌کرد، از شعر الهام گرفته بود و شعری از خود را با عنوان «ما ایمان را حفظ می‌کنیم» منتشر کرد. با توجه به شعر مک کری، وی سوگند یاد کرد که همیشه شقایق‌های قرمز را به عنوان نمادی از یادآوری برای کسانی که در جنگ و کمک به جنگ بودند، بر سینه بزند.

## کشورها

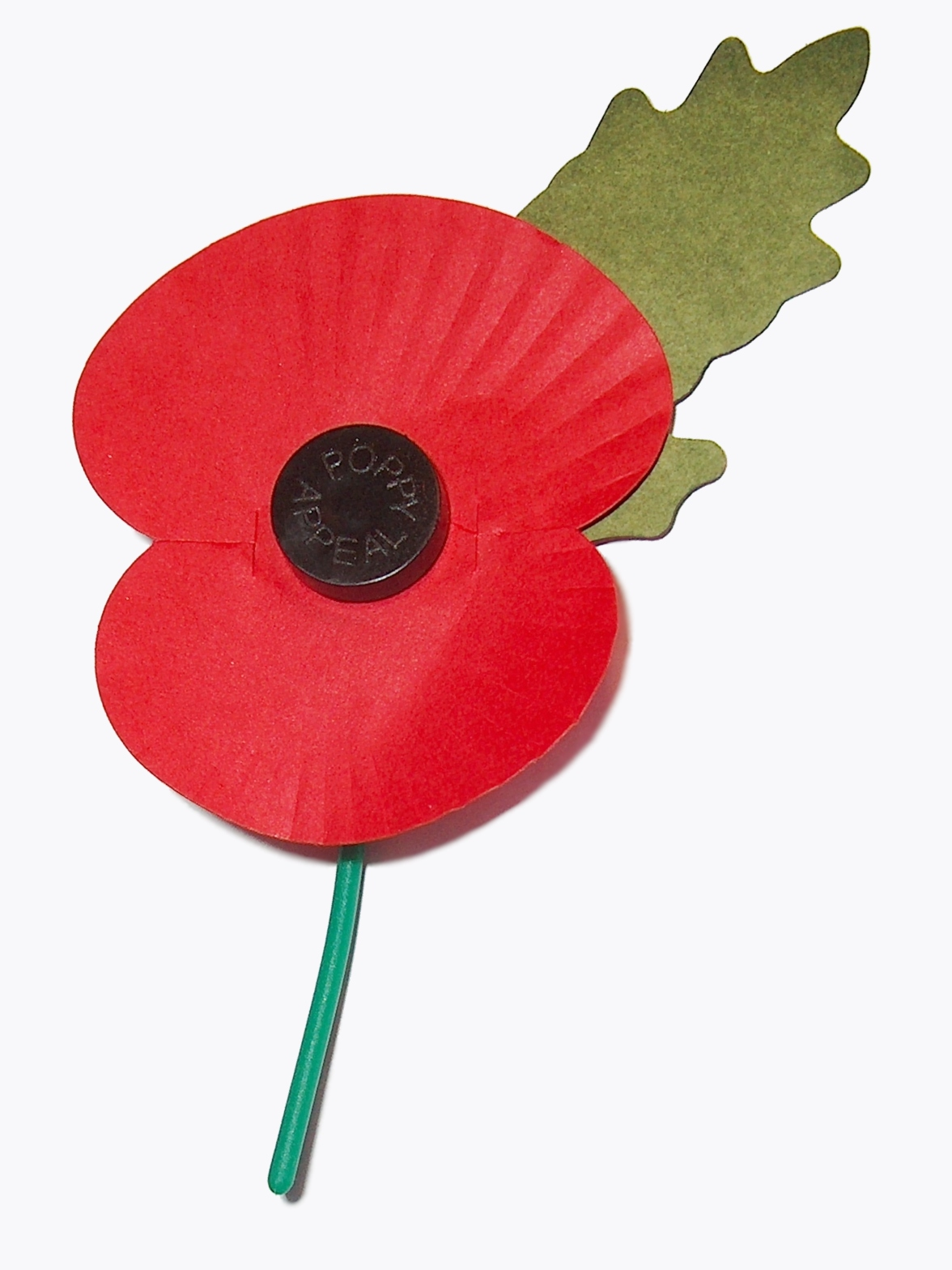
شقایق سلطنتی

این نماد در کشورهای بریتانیا، نیوزیلند، استرالیا و ایرلند مورد استفاده قرار می‌گیرد.

### بریتانیا
در انگلستان، نماد شقایق یادآوری توسط لژیون سلطنتی بریتانیا فروخته می‌شود. این نهاد یک خیریه است که حمایت مالی، اجتماعی، سیاسی و عاطفی را برای کسانی که در جنگ خدمت کردند یا در حال حاضر در نیروهای مسلح انگلیس و وابستگان آنها خدمت می‌کنند انجام می‌دهد. آنها در هفته‌های قبل از روز یادبود توسط داوطلبان در خیابان‌ها فروخته می‌شوند. نماد شقایق تحت علامت تجاری لژیون سلطنتی بریتانیا است.

### کانادا

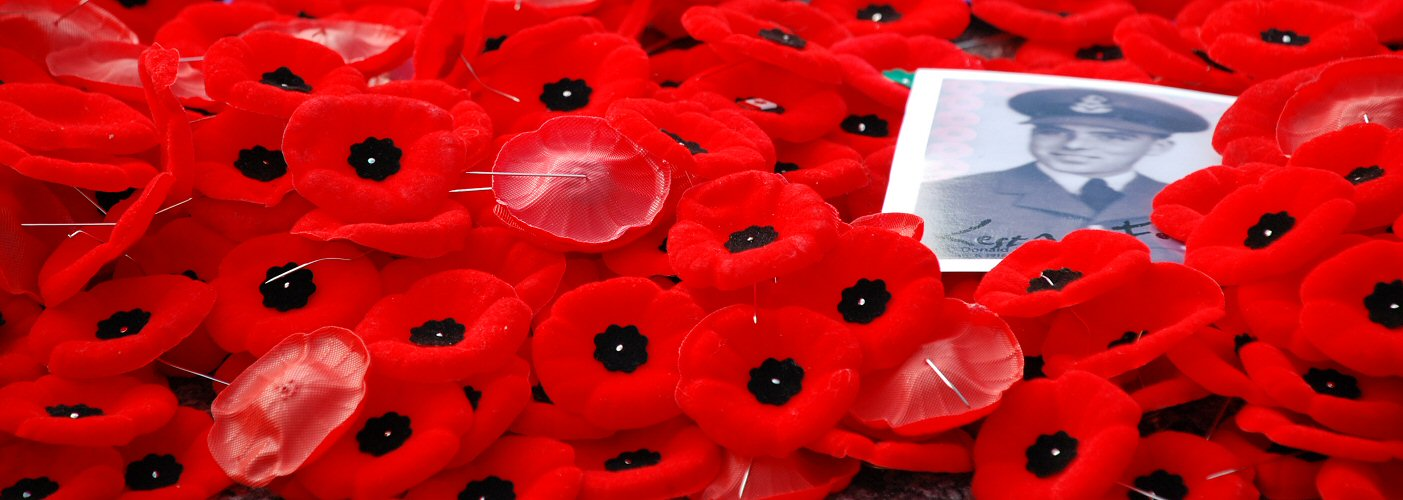
نماد کانادایی

در کانادا، شقایق نماد رسمی یادآوری در دو هفته پیش از ۱۱ نوامبر استفاده می‌شود. این نماد در سال ۱۹۲۱ به تصویب رسیده است. لژیون سلطنتی کانادایی که علامت تجاری آن است، نشان می‌دهد که نماد شقایق در لبه چپ پوشیده شده است، یا به عنوان قلب ممکن است به کار رود.

### نیوزلند
در نیوزیلند، اغلب شقایق‌های یادبود در روز انزک (۲۵ آوریل) به منظور یادبود سربازان نیوزیلندی که در جنگ جان سپردند، بر سینه نصب می‌شوند.

## ورزش
بر اساس درخواست لژیون سلطنتی بریتانیا، در روزهای یاد شده، تیم‌های فوتبال بریتانیا شقایق‌های مصنوعی را به روی پیراهن‌های خود نصب می‌کنند. این باعث شده است که برخی اختلاف نظرها وجود داشته باشد.
در ماه نوامبر ۲۰۱۰ در بازی سلتیک و ابردین به این نماد اعتراض شد.